# DFB-Pokal 1953-1954
La DFB Cup 1953-54 fu la 11ª edizione della coppa. 8 squadre, ossia i cinque vincitori delle coppe interregionali più il vincitore della coppa dilettantistica e i detentori di campionato e coppa, parteciparono al torneo che terminò il 17 aprile 1954. In finale il VfB Stuttgart sconfisse 1-0 il 1. FC Köln dopo i tempi supplementari.

## Quarti di finale
| Squadra 1      | Risultato   | Squadra 2         |
| -------------- | ----------- | ----------------- |
| 01.08.1953     |             |                   |
| Kaiserslautern | 2 - 3       | Amburgo           |
| Colonia        | 3 - 2       | Viktoria Berlino  |
| 02.08.1953     |             |                   |
| TuS Neuendorf  | 2 - 1       | Norimberga        |
| Stoccarda      | 1 - 1 (dts) | Bergisch Gladbach |

### Ripetizione
| Squadra 1         | Risultato | Squadra 2 |
| ----------------- | --------- | --------- |
| 16.08.1953        |           |           |
| Bergisch Gladbach | 0 - 6     | Stoccarda |

## Semifinali
| Squadra 1  | Risultato   | Squadra 2     |
| ---------- | ----------- | ------------- |
| 13.12.1953 |             |               |
| Amburgo    | 1 - 3 (dts) | Colonia       |
| Stoccarda  | 2 - 2 (dts) | TuS Neuendorf |

### Ripetizione
| Squadra 1     | Risultato | Squadra 2 |
| ------------- | --------- | --------- |
| 24.03.1953    |           |           |
| TuS Neuendorf | 0 - 2     | Stoccarda |

## Finale
| Squadra 1  | Risultato   | Squadra 2 |
| ---------- | ----------- | --------- |
| 17.04.1954 |             |           |
| Stoccarda  | 1 - 0 (dts) | Colonia   |

| Arbitro: | Albert Dusch (Kaiserslautern) |

|             |           |  |
| Waldner 94’ | Marcatori |  |

| VFB STUTTGART 1893: |   |                      |  |
|                     |   |                      |  |
| GK                  | 1 | Karl Bögelein        |  |
| DF                  |   | Erich Retter         |  |
| DF                  |   | Richard Steimle      |  |
| MF                  |   | Pit Krieger          |  |
| MF                  |   | Robert Schlienz (c)  |  |
| MF                  |   | Karl Barufka         |  |
| FW                  |   | Ludwig Hinterstocker |  |
| FW                  |   | Otto Baitinger       |  |
| FW                  |   | Walter Bühler        |  |
| FW                  |   | Rolf Blessing        |  |
| FW                  |   | Erwin Waldner        |  |
| Allenatore:         |   |                      |  |
| Georg Wurzer        |   |                      |  |

| 1. FC KÖLN 01/07: |   |                   |
|                   |   |                   |
| GK                | 1 | Frans de Munck    |
| DF                |   | Stefan Langen     |
| DF                |   | Hans Graf (c)     |
| MF                |   | Paul Mebus        |
| MF                |   | Benno Hartmann    |
| MF                |   | Herbert Dörner    |
| FW                |   | Walter Müller     |
| FW                |   | Georg Stollenwerk |
| FW                |   | Berthold Nordmann |
| FW                |   | Josef Röhrig      |
| FW                |   | Hans Schäfer      |
| Allenatore:       |   |                   |
| Karl Winkler      |   |                   |

Stoccarda
(1º successo)